# Брезовец Зелински
Брезовец Зелински (хрв. Brezovec Zelinski) је насељено место у саставу града Свети Иван Зелина, Загребачка жупанија, Хрватска.

## Историја
До територијалне реорганизације у Хрватској био је у саставу старе општине Свети Иван Зелина.

## Становништво
У попису становништва из 2011. године, Брезовец Зелински је имао 167 становника.
| Број становника према пописима | Број становника према пописима | Број становника према пописима | Број становника према пописима | Број становника према пописима | Број становника према пописима | Број становника према пописима | Број становника према пописима | Број становника према пописима | Број становника према пописима | Број становника према пописима | Број становника према пописима | Број становника према пописима | Број становника према пописима | Број становника према пописима | Број становника према пописима |
| ------------------------------ | ------------------------------ | ------------------------------ | ------------------------------ | ------------------------------ | ------------------------------ | ------------------------------ | ------------------------------ | ------------------------------ | ------------------------------ | ------------------------------ | ------------------------------ | ------------------------------ | ------------------------------ | ------------------------------ | ------------------------------ |
| 1857                           | 1869                           | 1880                           | 1890                           | 1900                           | 1910                           | 1921                           | 1931                           | 1948                           | 1953                           | 1961                           | 1971                           | 1981                           | 1991                           | 2001                           | 2011                           |
| 97                             | 91                             | 106                            | 121                            | 161                            | 192                            | 200                            | 198                            | 198                            | 190                            | 170                            | 159                            | 140                            | 108                            | 138                            | 167                            |

Напомена: Године 1857. садржи податке за некадашња насеља Брезовец Доњи и Брезовец Горњи, која су те године били посебно исказивани. Од 1880. до 1900. године исказивано под именом Брезовец.